# Notospartium torulosum
Notospartium torulosum é uma espécie vegetal da família Fabaceae.
Apenas pode ser encontrada na Nova Zelândia.
Está ameaçada por perda de habitat.